# بروکلسبی
بروکلسبی (به انگلیسی: Brocklesby) یک روستا و محله مدنی در بریتانیا است که در لیندسی غربی واقع شده‌است.